# Mathurin Guillemé
Mathurin Guillemé (Sainte-Marie, 3 luglio 1859 – Lilongwe, 7 aprile 1942) è stato un missionario e vescovo cattolico francese.

## Biografia
Dopo aver ricevuto il suddiaconato dal vescovo di Rennes, entrò nella società dei Missionari d'Africa e il 22 settembre 1882 fu rivestito dell'abito dallo stesso fondatore, il cardinale Lavigerie. Nel 1884 fu inviato come missionario in Zanzibar.
Iniziò a lavorare come missionario del vicariato apostolico di Nyassa nel 1899 e nel 1905 fu eletto al capitolo generale della sua congregazione.
Il 24 febbraio 1911 papa Pio X lo elesse vescovo titolare di Matara e vicario apostolico di Nyassa.
Guidò il vicariato fino al 1934, quando si dimise. Continuò a lavorare nella missione.

## Genealogia episcopale e successione apostolica
La genealogia episcopale è:
- Cardinale Scipione Rebiba
- Cardinale Giulio Antonio Santorio
- Cardinale Girolamo Bernerio, O.P.
- Arcivescovo Galeazzo Sanvitale
- Cardinale Ludovico Ludovisi
- Cardinale Luigi Caetani
- Cardinale Ulderico Carpegna
- Cardinale Paluzzo Paluzzi Altieri degli Albertoni
- Papa Benedetto XIII
- Papa Benedetto XIV
- Papa Clemente XIII
- Cardinale Bernardino Giraud
- Cardinale Alessandro Mattei
- Cardinale Pietro Francesco Galleffi
- Cardinale Giacomo Filippo Fransoni
- Cardinale Carlo Sacconi
- Cardinale Edward Henry Howard
- Cardinale Mariano Rampolla del Tindaro
- Cardinale Antonio Vico
- Cardinale Desiré-Félicien-François-Joseph Mercier
- Vescovo Mathurin Guillemé, M.Afr.

La successione apostolica è:
- Vescovo Joseph Oscar Julien, M.Afr.